# Claudio Caniggia
Claudio Paul Caniggia, argentinski nogometaš, * 9. januar 1967, Henderson, Buenos Aires, Argentina.
Caniggia je kariero začel pri klubu River Plate v argentinski ligi, kjer je kasneje igral še za rivala Boca Juniors. Z River Platejem je osvojil naslov državnega prvaka v sezoni 1985/86 ter pokal Libertadores, interkontinentalni pokal in interameriški pokal leta 1986. V Serie A je igral za kluba Atalanta in Roma, s katero je v sezoni 1992/93 postal državni pokalni podprvak. Z Rangersi je osvojil naslov škotskega prvaka v sezoni 2002/03, ligaški pokal v letih 2002 in 2003 ter državni pokal leta 2002.
Za argentinsko reprezentanco je odigral petdeset uradnih tekem in dosegel šestnajst golov. Nastopil je na svetovnih prvenstvih v letih 1990, 1994 in 2002 ter tekmovanjih Copa América v letih 1987, 1989 in 1991. Na Svetovnem prvenstvu 1990 je z reprezentanco osvojil naslov podprvaka, leta 1991 pa še naslov prvaka Copa América.